# Kumen
Kumen, 2-fenylopropan, izopropylobenzen – organiczny związek chemiczny z grupy węglowodorów aromatycznych zbudowany z pierścienia benzenowego połączonego z węglem 2 propanu.
Jest cieczą otrzymywaną z benzenu przez alkilowanie propenem w obecności katalizatora (np. chlorku glinu AlCl3) lub ze smoły węglowej i ropy naftowej w procesie reformingu. Po raz pierwszy został otrzymany w 1841 roku przez Charles’a Gerhardta i Auguste’a Cahours’a w wyniku destylacji kwasu kuminowego ((CH3)2CHC6H4COOH) z wapnem palonym.
Izomerami kumenu są m.in. pseudokumen (1,2,4-trimetylobenzen) i mezytylen (1,3,5-trimetylobenzen).
Zastosowanie
- w syntezie organicznej do jednoczesnej produkcji fenolu i acetonu
- rozpuszczalnik farb, lakierów
- dodatek do paliw lotniczych (zwiększa liczbę oktanową)